# Основна линија
У типографији и краснопису, основна линија или линија основе је линија на којој „леже“ слова, а испод које се спушта десцент.